# えいせい魂
『えいせい魂』（えいせいだましい）は、BSジャパンで放送された日本のバラエティ番組。なお、番組表では『衛星魂』と表記された。

## シーズン1
- 『みうらじゅんのゼッタイに出る授業』、『とにかく金がないTV』、『オー!マイキー』の3つのコーナーから構成されていた。
- 2008年2月22日 - 3月28日、毎週金曜日の20:00 - 20:55に放送された。全6回。
- その後、同年4月6日から6月22日までは、毎週日曜日の24:00 - 24:30に、7月2日から9月17日までは、毎週水曜日の24:00 - 24:30に、10月から12月までは毎週土曜日の24:00 - 24:30に再放送された。この再放送枠は30分だったため、4月6日 - 5月11日に『みうらじゅんのゼッタイに出る授業』だけを先にすべて放送し、5月18日からは『とにかく金がないTV』、『オー!マイキー』の第2回以降分を放送した。
- 初回放送時はゴールデンタイムでの放送だったが、地上波のゴールデンタイムでは放送しにくいようなコアな笑いを狙った番組であったため、ゴールデンタイムではもちろん、地上波の深夜でも禁じ手とされるような下ネタも大胆に放送されていた。

シーズン1のエンディングテーマ曲はSpecial Othersの「Night Paradise」。

### みうらじゅんのゼッタイに出る授業
- 東京のとある大学の授業という設定で、みうらじゅんが「一般に興味の持たれていないけど、今後の人生でゼッタイに出るという物事」に対して興味を持って貰うことをテーマにして講義する。
- 毎回の授業は、実際に大学の教室を借りて行われ、バナナマン、松丸友紀、一般から募集してきた人たちも生徒として授業にも参加する。
- バナナマン、松丸友紀の3人はこの授業に卒業への望みをかける留年中の大学4年生のなかよし3人組という設定で、毎回の冒頭でその設定でのミニドラマが挿入され、回を追うごとに泥沼な三角関係が展開する。
- 毎回の最後に、一般の生徒のノートを3人がチェックし、その回のベストノートを決定する。
- 2008年8月27日、「みうらじゅんバナナマンのゼッタイに出る授業」のタイトルでDVD化、ビクターエンタテインメントより発売された。
- また同年10月3日 - 11月7日には「みうらじゅんバナナマンのゼッタイに出る授業」のタイトルで毎週金曜日の26:45 - 27:15にテレビ東京でも放送された。

#### 出演
- 教授:みうらじゅん
- 生徒役
  - オサム（留年2年目）:設楽統（バナナマン）
  - ユウキ（留年5年目）:日村勇紀（バナナマン）
  - マツマル（留年1年目）:松丸友紀（テレビ東京アナウンサー）
- ナレーション:赤平大 （テレビ東京アナウンサー〈当時〉）

#### 放送リスト
| 回数 | 初回放送日    | 第2回放送日   | 地上波放送日   | カリキュラム               |
| ---- | ------------- | ------------- | -------------- | -------------------------- |
| I    | 2008年2月22日 | 2008年4月6日  | 2008年10月3日  | スティーブン・セガール概論 |
| II   | 2008年2月29日 | 2008年4月13日 | 2008年10月10日 | 清水次郎長一家概論         |
| III  | 2008年3月7日  | 2008年4月20日 | 2008年10月17日 | AMA（海女）概論            |
| IV   | 2008年3月14日 | 2008年4月27日 | 2008年10月24日 | ゴムヘビ概論               |
| V    | 2008年3月21日 | 2008年5月4日  | 2008年10月31日 | アンバ（鞍馬）概論         |
| VI   | 2008年3月28日 | 2008年5月11日 | 2008年11月7日  | 卒業試験                   |

#### スタッフ
- 構成:堀雅人、相澤昇、小室良太
- 撮影協力:亜細亜大学、武蔵野美術大学
- ディレクター:鈴木拓也、小比類巻将範
- 演出:志岐誠
- 演出・プロデューサー:佐久間宣行（テレビ東京）
- 制作協力:NAVI

| テレビ東京 金曜 26:45 - 27:15                                                | テレビ東京 金曜 26:45 - 27:15                                                | テレビ東京 金曜 26:45 - 27:15                                   |
| 前番組                                                                       | 番組名                                                                       | 次番組                                                          |
| ---------------------------------------------------------------------------- | ---------------------------------------------------------------------------- | --------------------------------------------------------------- |
| Design Channel （2006年4月7日 - 2008年6月27日） ※金曜日27:15 - 27:45から移動 | みうらじゅんバナナマンのゼッタイに出る授業 （2008年10月3日 - 2008年11月7日） | GO!GO!アッキーナ （再放送） （2008年11月14日 - 2008年12月26日） |

### とにかく金がないTV
- このコーナーは、お金がないのにテレビ番組を作ろうとした記録である。
- 毎回出来上がった企画のVTRを近所の飲食店内や車内で、YOUが番組放送作家と共に視聴する。
- コーナー名は本編中によるもので、番組公式サイトでは「とにかく金のないTV」と表記されている。また番組表では「とにかく金がないテレビ」「金なし」「金がない」と表記される場合もある。
- 取材時、スタッフは「NMTV (=No Money TV)」を名乗っている。
- 2008年5月20日 - 6月24日には、毎週火曜日の25:30 - 26:00にテレビ東京でも放送された。
- 2008年8月20日、「YOUのとにかく金がないTV」のタイトルでDVD化、BMG JAPANより発売された。

#### 出演
- MC:YOU
- 取材先ゲスト出演
  - 松野明美（#1）
  - 轟進一（#2）（#3）
  - ロボ宙（#5）
  - ニイルセン (#5)
  - 夏目ナナ（#6、7）

#### 放送リスト
| 回数 | 初回放送日    | 第2回放送日   | 地上波放送日  | 企画                                                                                                 |
| ---- | ------------- | ------------- | ------------- | --- |
| 1    | 2008年2月22日 | 2008年6月1日  | 2008年6月3日  | 松野明美から名言を聞く                                                                               |
| 2    | 2008年2月29日 | 2008年5月18日 | 2008年5月20日 | 「こんばんわ、森進一です」と最初に言ったのは誰？（前編）                                             |
| 3    | 2008年3月7日  | 2008年5月25日 | 2008年5月27日 | 「こんばんわ、森進一です」と最初に言ったのは誰？（後編）                                             |
| 4    | 2008年3月14日 | 2008年6月8日  | 未放映        | 「世界で2番目に面白い男・せきしろ」が ボツになった沖縄成人式のニュース素材を使い行う面白い大喜利番組 |
| 5    | 2008年3月21日 | 2008年6月15日 | 2008年6月10日 | 実録!天才伝説検証                                                                                    |
| 6    | 2008年3月28日 | 2008年6月22日 | 2008年6月17日 | お金でおっぱいを見せる女性は何人いるか調査                                                           |
| (7)  | 未放映        | 未放映        | 2008年6月24日 | お金でおっぱいを見せる女性は何人いるか調査（後編） 童貞作家寺坂VS夏目ナナ完全版                      |

#### スタッフ
- 構成:オークラ、せきしろ、寺坂直毅、長沼けい子
- ディレクター:松本博樹
- 演出:岡宗秀吾
- 企画プロデュース:五箇公貴（テレビ東京）
- プロデューサー:太田勇（テレビ東京）

| テレビ東京 火曜 25:30枠                                | テレビ東京 火曜 25:30枠                              | テレビ東京 火曜 25:30枠                           |
| 前番組                                                 | 番組名                                               | 次番組                                            |
| ------------------------------------------------------ | ---------------------------------------------------- | ------------------------------------------------- |
| シンボルず （再放送） （2008年4月1日 - 2008年5月13日） | とにかく金がないTV （2008年5月20日 - 2008年6月24日） | GO!GO!アッキーナ （2008年7月1日 - 2008年9月30日） |

### オー!マイキー
詳細はオー!マイキーを参照。
- 「とにかく金がないTV」の地上波放送でも、当番組で同じ回に放送された作品を放送。

### 共通スタッフ
- コンテンツプロデューサー:日比野壇（テレビ東京）
- 製作:テレビ東京、BSジャパン

## シーズン2
『イケない足し算 A+B』、『杉作Ｊ太郎の妄想恋愛〜俺を通り過ぎた女たち〜』、『ハリウッドスターになろう!』、『碑文谷教授のミッドナイトゼミナール 今さら人に聞けない!怒らせ方講座』の4つのコーナーから構成されていた。
- 2008年7月6日 - 9月21日、毎週日曜日の24:00 - 24:30に放送された。全12回。
- その後、同年9月28日 - 12月14日、毎週日曜日の24:00 - 24:30に再放送された。
- そして更に同年12月21日から2009年3月8日まで、同時間帯で2度目の再放送が行われた。
- 2009年3月15日より同時間帯で『杉作J太郎の妄想恋愛〜特別編 女子アナを通り過ぎた女たち〜』が放送された。全3回。
  - 4月3、10、17日に金曜日24:00 - 24:30に特別編の1度目の再放送が行われた。
  - 4月24日から同時刻に2度目の再放送が行われている。

### イケない足し算 A+B
2009年4月22日にソニー・ピクチャーズエンタテインメントよりDVDが発売される。

#### 出演
- ストーリーテラー:細野晴臣
- 語り:足立誠（#1、3、5）

#### 使用曲
- アバンタイトル曲:「SPORTS MEN」
  - Word & Music:H.hosono
- エンディングテーマ:「YUME-MIRU YAKU-SOKU」
  - Word & Music:H.hosono

#### スタッフ
- プロデューサー:瀧川治水（テレビ東京）、武富カツ（オニオン）（#1、3、5）、佐々木亜希子（オニオン）
- ラインプロデューサー:川上晋一（#2、4、6 - 12）
- AP:楠本真生（#4、6 - 12）
- 制作協力:Onion
- 製作:BSジャパン、テレビ東京

#### 放送リスト
| 回数 | 初回放送日    | テーマとなる足し算                                        | 出演                                                    | 脚本           | 演出                            | 音楽     | 制作                             |
| ---- | ------------- | --------------------------------------------------------- | ------------------------------------------------------- | -------------- | ------------------------------- | -------- | -------------------------------- |
| 1    | 2008年7月6日  | 「リサイクル」+「亭主」 ＝「リサイクル亭主」              | 村松利史、 内田春菊、                                   | 虎吉           | 大澤悦朗 （エイプリル・フール） | ダリエ   | 新井智士 + 斎藤尚子 （オニオン） |
| 2    | 2008年7月13日 | 「野生」+「先生」 ＝「野生先生」                          | カンニング竹山、 岡本奈月                               | 丸山博久       | 星 健太                         | 星ゲン太 | 大森早苗 + 楠本真生              |
| 3    | 2008年7月20日 | 「勃起」+「バー」 ＝「勃起バー」                          | 本田博太郎 ほか                                         | 虎吉           | 大澤悦朗 （エイプリル・フール） | ダリエ   | 新井智士 + 斎藤尚子 （オニオン） |
| 4    | 2008年7月27日 | 「パンク」+「ご挨拶」 ＝「パンクご挨拶」                  | 荒木宏文 矢口聖来ほか                                   | 櫻井智也       | 星 健太                         | 星ゲン太 | 大森早苗 + 宮崎大地              |
| 5    | 2008年8月3日  | 「マジック」+「心中」 ＝「マジック心中」                  | ムッシュ・ピエール 村田充ほか                           | 虎吉           | 大澤悦朗 （エイプリル・フール） | ダリエ   | 新井智士 + 斎藤尚子 （オニオン） |
| 6    | 2008年8月10日 | 「マゾ」+「英会話」 ＝「マゾ英会話」                      | 前田健、 吉岡佑                                         | 櫻井智也       | 星 健太                         | 星ゲン太 | 大森早苗 + 宮崎大地 + 槇野厚一郎 |
| 7    | 2008年8月17日 | 「謝罪」+「スターダム」 ＝「謝罪スターダム」              | 松本まりか、 五代高之、 ミョンジョ                      | ますもとたくや | 星 健太                         | 星ゲン太 | 大森早苗 + 宮崎大地 + 槇野厚一郎 |
| 8    | 2008年8月24日 | 「小学生」+「彫師」 ＝「小学生彫師」                      | カンニング竹山、 やまもとまさみ、 荒川ちか、 廣谷友紀子 | 丸山博久       | 丸山博久                        | 星ゲン太 | 宮崎大地                         |
| 9    | 2008年8月31日 | 「結婚式スピーチ」+「信長」 ＝「結婚式スピーチ信長」      | 桐畑トール (ほたるゲンジ)、 やまもとまさみ、 高木正晃   | 丸山博久       | 丸山博久                        | 星ゲン太 | 宮崎大地                         |
| 10   | 2008年9月7日  | 「告知」+「ブロードウェイ」 ＝「告知ブロードウェイ」      | イジリー岡田、 くまきりあさ美、 桐島里菜                | ますもとたくや | 星 健太                         | 星ゲン太 | 大森早苗 + 宮崎大地              |
| 11   | 2008年9月14日 | 「サタン」+「バーガー」 ＝「サタンバーガー」 -就職活動編- | 石井康太、 バカリズム、 メイサツキ                      | ますもとたくや | 星 健太                         | 星ゲン太 | 大森早苗 + 田島大資 + 鈴木友子   |
| 12   | 2008年9月21日 | 「サタン」+「バーガー」 ＝「サタンバーガー」 -REVOLUTION- | 石井康太、 バカリズム、 メイサツキ                      | ますもとたくや | 星 健太                         | 星ゲン太 | 大森早苗 + 田島大資 +鈴木友子    |

### 杉作J太郎の妄想恋愛〜俺を通り過ぎた女たち〜
杉作J太郎が「お世話になった」女性たちをジャンル別に分けてベスト3を選出する。ロケは夜の喫茶店・よるのひるね（夜の午睡）で行われる。2009年4月22日に「杉作J太郎と大江麻理子の妄想恋愛」のタイトルでソニー・ピクチャーズエンタテインメントよりDVDが発売された。

#### 出演
- 杉作J太郎
- 聞き手:大江麻理子（テレビ東京アナウンサー）

#### スタッフ
- 構成:今村クニト
- 技術:池田屋
- 演出・プロデューサー:清水俊雄（テレビ東京）

#### 放送リスト
| 回数 | 初回放送日    | 今週の俺を通り過ぎた女たち | 第三位                               | 第二位                               | 第一位                                |
| ---- | ------------- | -------------------------- | ------------------------------------ | ------------------------------------ | ------------------------------------- |
| 1    | 2008年7月6日  | 現場で出会った女優         | 雛形あきこ                           | 加賀まりこ                           | 石田ゆり子                            |
| 2    | 2008年7月13日 | アニメのヒロイン           | 葛城ミサト                           | 惣流・アスカ・ラングレー             | 綾波レイ                              |
| 3    | 2008年7月20日 | 歴史上の人物               | 篤姫                                 | 緋牡丹博徒のお竜                     | 必殺からくり人で 山田五十鈴が演じた女 |
| 4    | 2008年7月27日 | 飲食店で働く女             | 新宿・ ネイキッドロフトの店員        | 近所のファミレス・ ガストの店員      | 護国寺・ ロイヤルホストの店員         |
| 5    | 2008年8月3日  | 歌の中に出てくる女         | ユーミンの 「魔法の鏡」に 出てくる女 | ユーミンの 「雨の街を」に 出てくる女 | ユーミンの 「曇り空」に 出てくる女    |
| 6    | 2008年8月10日 | 同級生                     | 上岡さん （仮名 小学5・6年時）       | 柿山さん （仮名 中学時代）           | 宮田さん （仮名 高校時代）            |
| 7    | 2008年8月17日 | 奥さんにしたいAV女優       | 沢口あすか                           | 長澤つぐみ                           | 蒼井そら                              |
| 8    | 2008年8月24日 | 女性スタッフ               | イギリス・BBCのマリさん              | 記録さん                             | 手伝いに来ていた女子大生              |
| 9    | 2008年8月31日 | 女流マンガ家               | 内田春菊                             | 友沢ミミヨ                           | 桜沢エリカ                            |
| 10   | 2008年9月7日  | 杉作J太郎の映画に出た女編  | タナダユキ                           | しまおまほ                           | 岡元あつこ                            |
| 11   | 2008年9月14日 | マンガの登場人物           | 「ストライクブルー」の お嬢さん      | 「かおすキッチン」の ビーフネス      | 「火の鳥」の チヒロ                   |
| 12   | 2008年9月21日 | 女子アナ                   | 大橋未歩（テレビ東京）               | 下平さやか（テレビ朝日）             | 大江麻理子（テレビ東京）              |

- DVD特典映像
  - その1:大江アナが語る「大江麻理子の妄想恋愛」を収録!大江アナを「通り過ぎた男たち」が今明かされる!（17分）
  - その2:「杉作J太郎リサイタル」杉作氏が心から愛する”2人の女性”への想いを綴った曲を特別に収録!（5分）

### ハリウッドスターになろう!
2008年4月 - 6月にテレビ東京『Eネ!』で放送されたものを再放送。番組内でのタイトルは「日本ハリウッドスター専門学校」となっている。

#### 出演
- 日本ハリウッドスター専門学校校長:アンディー・ワトキンス
- 基礎クラス指導主任:芝比佐美 講師
- 現役ハリウッド俳優:シュナイダー山本
- 日本ハリウッドスター専門学校の生徒たち

#### 放送リスト
| 回数 | 初回放送日    | テーマ                                                   |
| ---- | ------------- | -------------------------------------------------------- |
| 1    | 2008年7月6日  | ハリウッドで求められる表現力①「喜び」                    |
| 2    | 2008年7月13日 | ハリウッドで求められる表現力②「怒り」                    |
| 3    | 2008年7月20日 | 対談・シュナイダー山本                                   |
| 4    | 2008年7月27日 | ハリウッドで求められる表現力③「哀しみ」                  |
| 5    | 2008年8月3日  | ハリウッドで求められるスキル「感情の切り換え」           |
| 6    | 2008年8月10日 | ハリウッドで求められるスキル「にらみ」                   |
| 7    | 2008年8月17日 | ハリウッドで求められるスキル「タイアップ」               |
| 8    | 2008年8月24日 | 現役ハリウッド女優 マキ高野インタビュー                  |
| 9    | 2008年8月31日 | シチュエーション別に学ぶハリウッド・「命乞い」シーン     |
| 10   | 2008年9月7日  | シチュエーション別に学ぶハリウッド・「感動の再会」シーン |
| 11   | 2008年9月14日 | ハリウッドで通用する芸名                                 |
| 12   | 2008年9月21日 | 基礎コース授業内容紹介                                   |

#### スタッフ
- 企画・構成・演出:古屋雄作
- 技術：ブロードマックス
- 制作統括・プロデュース：市川マミ (CRUISER)
- プロデュース：日比野壇（テレビ東京）、塩原幸雄（テレビ東京）、清水陽（JVCエンタテインメント）
- 制作：CRUISER
- 製作・著作:JVCエンタテインメント/テレビ東京

### 碑文谷教授のミッドナイトゼミナール 今さら人に聞けない!怒らせ方講座
2007年10月 - 12月にテレビ東京「Eネ!」で放送されたものを再放送。
詳しくは碑文谷教授のミッドナイトゼミナール 今さら人に聞けない!怒らせ方講座を参照。
ただし、放送順は「Eネ!」とは一部異なっている。

## 杉作J太郎の妄想恋愛・特別篇〜女子アナウンサーを通り過ぎた男たち〜
「杉作J太郎と大江麻理子の妄想恋愛」のDVD版の発売を記念して、30分拡大版の「杉作J太郎の妄想恋愛・特別篇〜女子アナウンサーを通り過ぎた男たち〜」が3回放送された。最後に女性アナウンサーのうち、1人が居残りし、「女子アナ 夜の話」と称して、いやらしい内容を含んだゲッターズ飯田の占いが行われる。

### 出演
- 杉作J太郎（聞き手）
- 大江麻理子（杉作への手紙、声のみ）
- 前田海嘉
- 繁田美貴
- 秋元玲奈（以上テレビ東京女性アナウンサー）
- ゲッターズ飯田

### 放送リスト
| 回数 | 初回放送日    | テーマ               | 女子アナ 夜の話 |
| ---- | ------------- | -------------------- | --------------- |
| 1    | 2009年3月16日 | テレビで共演した男   | 繁田            |
| 2    | 2009年3月23日 | 学生時代に出会った男 | 秋元            |
| 3    | 2009年3月30日 | 街で出会った男       | 前田            |